# Битва при Аскалоні
Би́тва при Аскало́ні — битва, що відбулася 12 серпня 1099 року біля міста Аскалон між хрестоносцями під проводом Готфріда Буйонського і армією Фатимідського халіфату. Завершальна подія Першого хрестового походу. Сталася невдовзі після звільнення Єрусалима хрестоносцями 15 липня 1099 року. З метою відвоювання міста єгипетський султан вислав 20-тисячні сили під командуванням візира аль-Афдаля Шаханшаха. Їм протистояло 10-тисячне військо франків із загонів Раймунда IV Тулузького, Роберта II Нормадського, Роберта II Фландрського, Євстахія III Фландрського, Танкреда Тарентського і єрусалимського патріарха Арнульфа Шокського. Хрестоносці обрали тактику наступу замість пасивної оборони: вони покинули Єрусалим і рушили на південь, несучи Животворний Хрест. 11 серпня в околицях Аскалона вони перехопили шпигунів противника і довідалися про його місце розташування. Вдосвіта наступного дня хрестоносці зненацька напали на ворога, що спочивав у таборі за межами міста. Фадимідська армія не змогла організувати опору й була розгромлена менш ніж за годину. Сам візир ганебно втік кораблем до Єгипту, кинувши напризволяще своїх солдат. Хрестоносці захопили велику здобич, серед якої були особисті речі візира — його прапор і шабля. За арабськими джерелами Фатиміди втратили убитими 12,7 тисяч чоловік, безславно поховавши першу спробу мусульман повернути Єрусалим. Хрестоносці, які здобули велику перемогу, залишили Аскалон і повернулися до Святого міста.